# Mexer
Mexer, właśc. Edson André Sitoe (ur. 8 września 1987 w Maputo) – mozambicki piłkarz grający na pozycji obrońcy. Zawodnik klubu Girondins Bordeaux.

## Kariera klubowa
Karierę piłkarską Mexer rozpoczął w klubie Grupo Desportivo de Maputo i w jego barwach zadebiutował w 2006 roku w pierwszej lidze mozambickiej. W debiutanckim sezonie osiągnął pierwsze sukcesy w karierze, gdy wywalczył mistrzostwo i Puchar Mozambiku. W 2007 i 2008 roku zdobył z nim Maputo Honour Cup.
W styczniu 2010 roku Mexer przeszedł do portugalskiego Sportingu. Kosztował 160 tysięcy euro i podpisał z nim 2,5-letni kontrakt. W sierpniu tego samego roku został wypożyczony do SC Olhanense. Po zakończeniu sezonu Olhanense po raz kolejny wypożyczyło obrońcę tym razem na cały sezon. Mexer opuścił zaledwie 6 meczów ligowych sezonu 2011/2012, a jego zespół utrzymał się w lidze. W maju 2012 roku został zawodnikiem Nacionalu Funchal, wiążąc się czteroletnią umową.
19 czerwca 2014 roku podpisał 3-letni kontrakt z klubem Ligue 1 – Stade Rennais FC. 16 sierpnia 2014 roku zdobył swoją pierwszą bramkę dla klubu w wygranym 6:2 spotkaniu z Evian Thonon Gaillard FC. 27 kwietnia 2019 rozegrał cały mecz w finale Pucharu Francji, przeciwko Paris Saint-Germain FC. W 66. minucie zdobył wyrównującą bramkę na 2:2, ostatecznie po rzutach karnych Stade Rennais sięgnęło po tytuł.
Po zakończeniu sezonu został zawodnikiem Girondins Bordeaux.
| Sezon   | Klub               | Kraj       | Rozgrywki   | Mecze | Bramki | Rozgrywki Europy | Mecze | Bramki |
| ------- | ------------------ | ---------- | ----------- | ----- | ------ | ---------------- | ----- | ------ |
| 2009/10 | Sporting CP        | Portugalia | Liga Sagres | 0     | 0      | –                | –     | –      |
| 2010/11 | SC Olhanense       | Portugalia | Liga Sagres | 15    | 0      | –                | –     | –      |
| 2011/12 | SC Olhanense       | Portugalia | Liga Sagres | 24    | 0      | –                | –     | –      |
| 2012/13 | Nacional Funchal   | Portugalia | Liga Sagres | 28    | 2      | –                | –     | –      |
| 2013/14 | Nacional Funchal   | Portugalia | Liga Sagres | 29    | 0      | –                | –     | –      |
| 2014/15 | Stade Rennais FC   | Francja    | Ligue 1     | 35    | 4      | –                | –     | –      |
| 2015/16 | Stade Rennais FC   | Francja    | Ligue 1     | 16    | 0      | –                | –     | –      |
| 2016/17 | Stade Rennais FC   | Francja    | Ligue 1     | 23    | 1      | –                | –     | –      |
| 2017/18 | Stade Rennais FC   | Francja    | Ligue 1     | 17    | 0      | –                | –     | –      |
| 2018/19 | Stade Rennais FC   | Francja    | Ligue 1     | 29    | 0      | Liga Europy UEFA | 7     | 0      |
| 2019/20 | Girondins Bordeaux | Francja    | Ligue 1     | 0     | 0      | –                | –     | –      |

Stan na: koniec sezonu 2018/2019

## Kariera reprezentacyjna
W reprezentacji Mozambiku Mexer zadebiutował w 2007 roku. W 2010 roku został powołany do kadry na Puchar Narodów Afryki 2010, na którym rozegrał 2 spotkania: z Beninem (2:2) i z Egiptem (0:2).